# Samuel Andreae

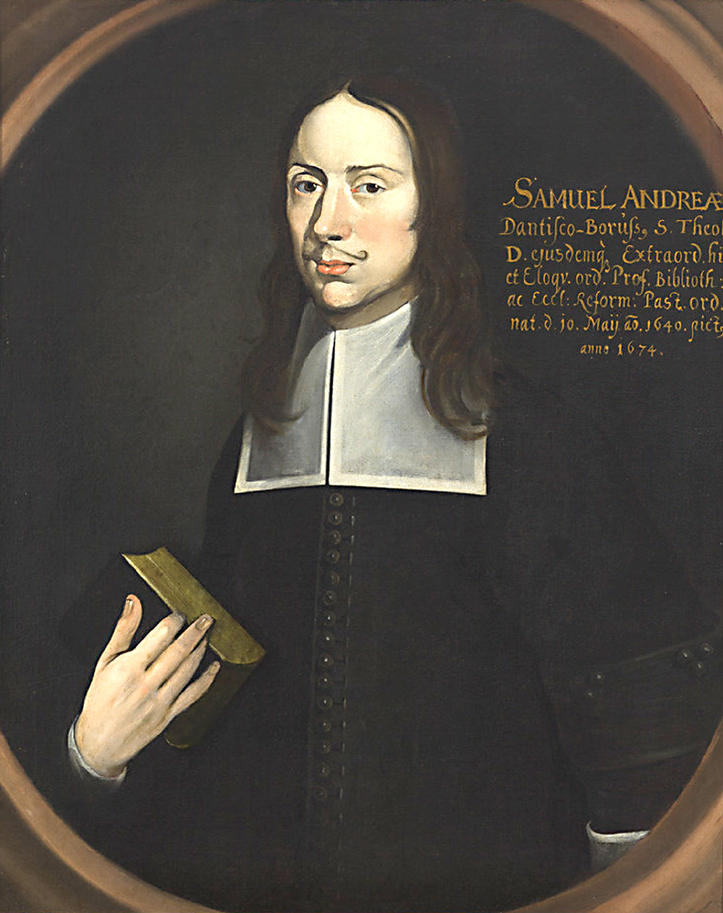
Porträt von 1674

Johann Samuel Andreae (* 1640 in Danzig; † 6. Januar 1699 in Marburg) war ein deutscher reformierter Theologe.

## Leben und Wirken
Andreae studierte ab 1656 an der Universität Heidelberg und war dort u. a. Schüler von Johann Heinrich Hottinger d. Ä. und Friedrich Spanheim. Nach zwei Jahren wechselte er an die Universität Groningen und studierte dort bei Jakob Alting (1618–1679) und Samuel Maresius (1599–1673).
Nach erfolgreichem Abschuss seines Studiums unternahm Andreae eine Grand Tour nach und durch England. Als er davon zurückkam, nahm er einen Ruf an die Hohe Schule in Herborn an. 1665 übernahm er dort eine Dozentur für griechische Sprache und Philosophie. 1669 bis 1671 war er Rektor der Hochschule. 1671 wurde er zum Dr. theol. promoviert.
1674 nahm Andreae einen Ruf an die Universität Marburg an und wirkte dort als Professor für Eloquenz und Geschichte. Zwei Jahre später übernahm er an dieser Universität auch das Predigeramt. 1678 und 1695 hatte er das Amt des Rektors der Universität inne, zudem wirkte er als Dekan an der Philosophischen und Theologischen Fakultät. Außerdem wirkte er von 1674 bis 1687 als Bibliothekar an der Marburger Universität und hatte von 1685 bis 1687 das Ephorat der Hessischen Stipendiatenanstalt inne.
Andreae gilt als Vertreter der Ideen von Johannes Coccejus (Coccejanismus) und René Descartes (Cartesianismus) und in dieser Eigenschaft stand er in Gegnerschaft der Theologen Johann Rudolf Zwinger (Basel), Johannes Musaeus (Jena) und Hector Gottfried Masius (Kopenhagen).

## Werke
- mit Johann Philipp Jordis, Salomon Schadewitz und Martin Johann Häsbart: Disquisitio Historico-Physica de Sepulcro Muhammedis, Schadewitz Marburg 1677.